# Blommenholm Station
Blommenholm Station (Blommenholm stasjon) er en jernbanestation på Drammenbanen, der ligger i villakvarteret Blommenholm i Bærum kommune i Norge. Stationen består af to spor med en øperron imellem med adgang via en gangtunnel. Stationen betjenes af lokaltog mellem Spikkestad og Lillestrøm.
Stationen åbnede som holdeplads 1. maj 1910 men blev opgraderet til station 15. maj 1934. 1. februar 1969 blev den atter nedgraderet til holdeplads og 1. november 1970 til trinbræt. I begyndelsen af 2010'erne var stationen lukket for modernisering gennem flere år, indtil den genåbnede 13. december 2015.